# Chrysolophus pictus
El faisán dorado (Chrysolophus pictus) es una especie de ave galliforme de la familia de los faisánidos originaria de China, Birmania y algunas otras zonas de Asia. Actualmente, no hay subespecies reconocidas.
El nombre del género de esta especie proviene del griego chryseos, "dorado", y lophos, "cresta", es decir, "cresta dorada", y el epíteto específico pictus viene del latín y significa "ilustrado".

## Características
Es nativa de los bosques de las zonas montañosas del oeste de China, pero se han establecido poblaciones salvajes en el Reino Unido, Canadá, Estados Unidos, México, Colombia, Perú, Bolivia, Chile, Argentina, Uruguay, las Islas Malvinas, Alemania, Bélgica, los Países Bajos, Francia, Irlanda, Australia y Nueva Zelanda. En Inglaterra, se pueden encontrar en Anglia Oriental en el denso paisaje forestal de Breckland, así como en Tresco en las Islas Sorlingas.
El macho adulto mide de 90 a 105 cm (35 a 41 pulgadas) de largo y su cola representa dos tercios de la longitud total. Es inconfundible con su cresta y rabadilla doradas y su cuerpo rojo brillante. La "capa" de color naranja intenso se puede extender en exhibición, apareciendo como un abanico negro y naranja alternado que cubre toda la cara excepto su ojo amarillo brillante con una pupila negra puntiforme.
Los machos tienen una cresta de color amarillo dorado con un toque de rojo en la punta. La cara, la garganta, la barbilla y los lados del cuello son de color canela herrumbroso. Las barbas y la piel orbital son de color amarillo, y la gorguera o capa es de color naranja claro. La parte superior de la espalda es verde y el resto de la espalda y la rabadilla es de color amarillo dorado. Las terciarias son azules mientras que los escapularios son de color rojo oscuro. Otras características del plumaje de los machos son las plumas centrales de la cola, negras moteadas de canela, así como la punta de la cola de color ante canela. Las coberteras superiores de la cola son del mismo color que las plumas centrales de la cola. El macho también tiene el pecho escarlata y los flancos y partes inferiores escarlata y castaño claro. La parte inferior de las piernas y los pies son de un amarillo opaco.
La hembra es mucho menos vistosa, con un plumaje marrón moteado más apagado similar al de la hembra del faisán común. Es más oscura y delgada que la gallina de esa especie, con una cola proporcionalmente más corta (la mitad de sus 60 a 80 cm (24 a 31 pulgadas) de largo). El pecho y los costados de la hembra son de color beige barrado y marrón negruzco, y el abdomen es de color beige liso. Tiene la cara y la garganta tersas. Algunas hembras anormales pueden obtener algo de plumaje masculino más adelante en su vida. La parte inferior de las piernas y los pies son de un amarillo opaco.
Tanto los machos como las hembras tienen patas amarillas y pico amarillo.
Se alimentan en el suelo de granos, hojas e invertebrados, pero se posan en los árboles por la noche. Durante el invierno, las bandadas tienden a buscar alimento cerca de los asentamientos humanos en el borde del bosque, y se alimentan principalmente de hojas y semillas de trigo. Si bien pueden volar torpemente en ráfagas cortas, prefieren correr y pasar la mayor parte del tiempo en el suelo. Este tipo de vuelo se conoce comúnmente como "vuelo de aleteo" y se debe a la falta de una capa profunda de M. pectoralis pars thoracicus y el tendón que se adhiere a ella. Este músculo se atribuye comúnmente a la estabilización del vuelo en otras aves; sin embargo, la ausencia de esta capa profunda hace que este modo de "vuelo aleteo" sea simplemente un mecanismo que comparte con otras aves terrestres para escapar de los depredadores. Sin embargo, preferirían simplemente huir y esconderse de sus depredadores en lugar de volar. Si se asustan, pueden salir disparados repentinamente hacia arriba a gran velocidad y con un sonido de ala distintivo.
Los faisanes dorados ponen de 8 a 12 huevos a la vez y luego los incuban durante alrededor de 22 a 23 días. Tienden a comer bayas, larvas, semillas y otros tipos de vegetación.
El macho tiene una llamada metálica en la época de cría.
El faisán dorado se encuentra comúnmente en zoológicos y aviarios, pero a menudo como especímenes híbridos que tienen el faisán de Lady Amherst similar en su linaje.
También se conocen diferentes mutaciones del faisán dorado de aves en cautiverio, incluyendo el faisán de garganta oscura, amarillo, canela, salmón, melocotón, chapoteo, caoba y plata. En avicultura, el tipo salvaje se denomina "rojo-dorado" para diferenciarlo de estas mutaciones.

## Historia natural
Su alimentación es variada; comen insectos, hojas,  gramíneas y pétalos de flores. En estado natural recorren las praderas, no es común verlos en los bosques. La gran mayoría son polígamos.

## Conservación
El faisán dorado está catalogado como especie de preocupación menor según la Lista Roja de la UICN. No obstante, se cree que su población va decreciendo debido a que es perseguido por los agricultores por ser considerado una plaga para los cultivos. También se encuentra amenazado por la tala de árboles e incendios forestales que degradan su hábitat, además del contrabando ilegal para su venta como ave de compañía y la caza furtiva por deporte y para la venta de su carne. Desde el año 2019 este faisán forma parte del programa de cría en cautividad ESB coordinado por Iñaki Hernández. Este programa pretende dar cobertura a sus criadores, y marcar unas líneas de trabajo adecuadas para garantizar la pureza de las poblaciones cautivas en Europa.

## Galería de imágenes

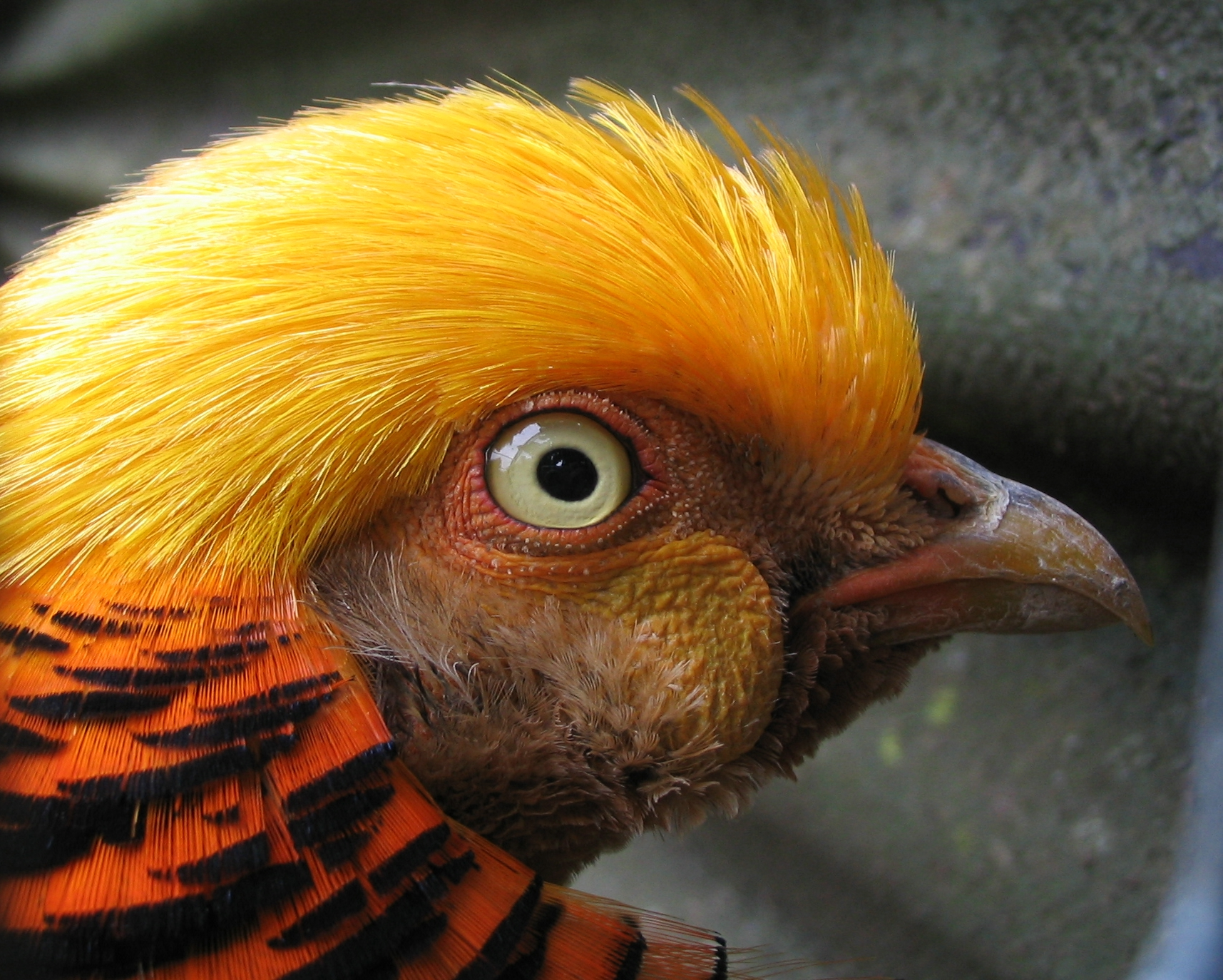
Cara del macho
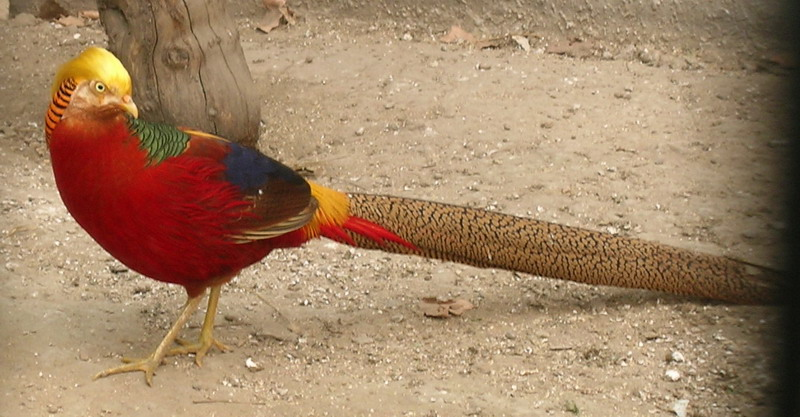
Macho enseñando su larga y llamativa cola
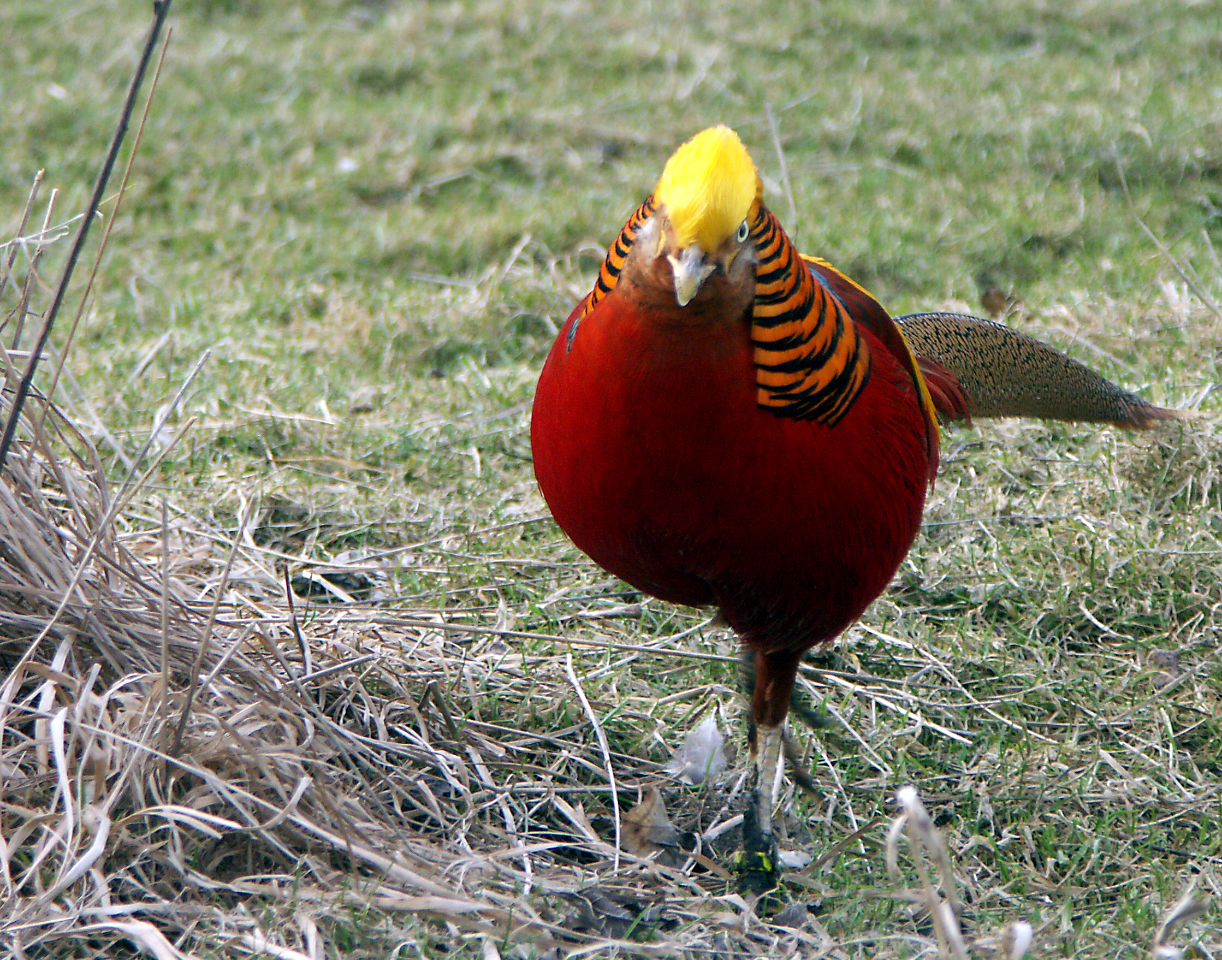
Macho
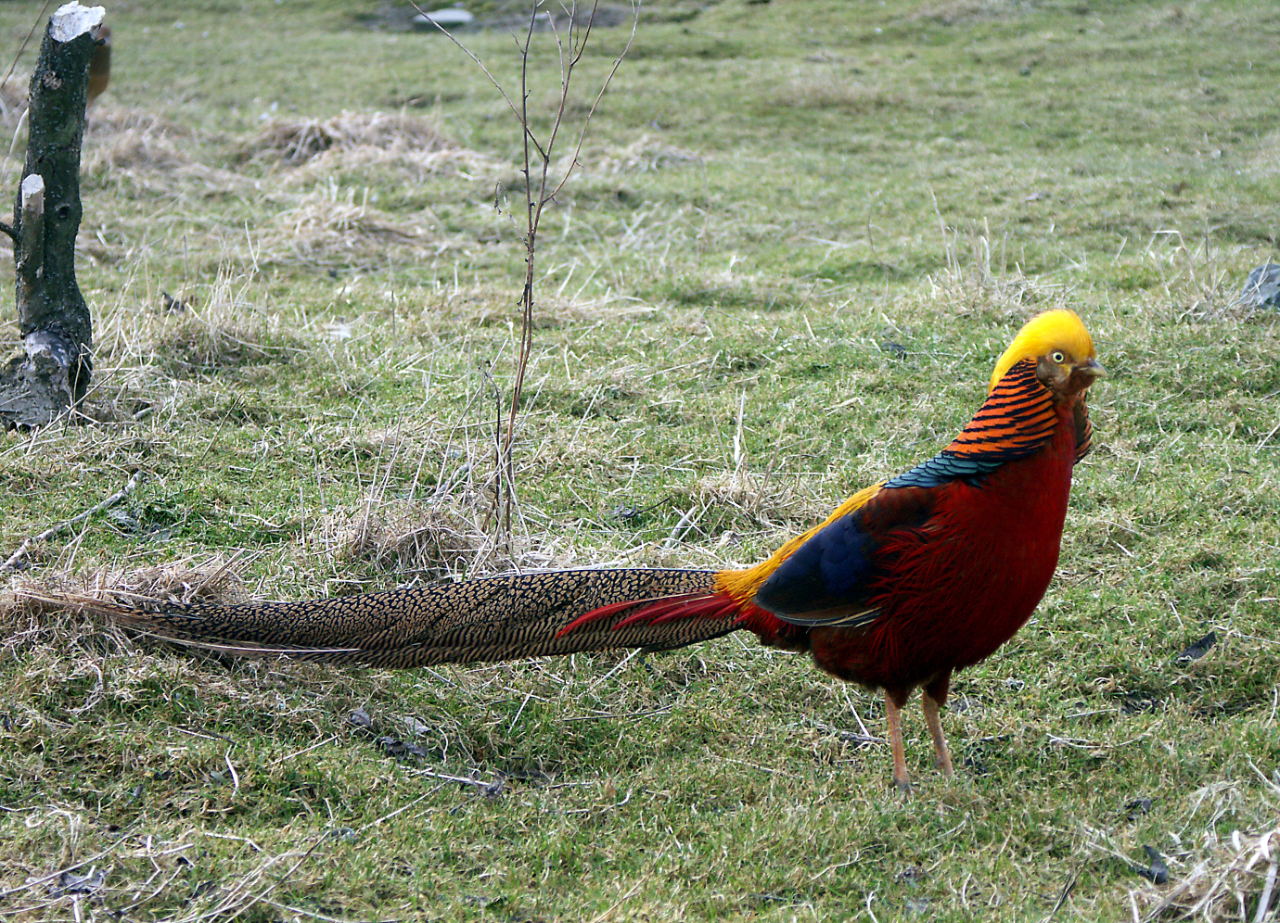
Macho
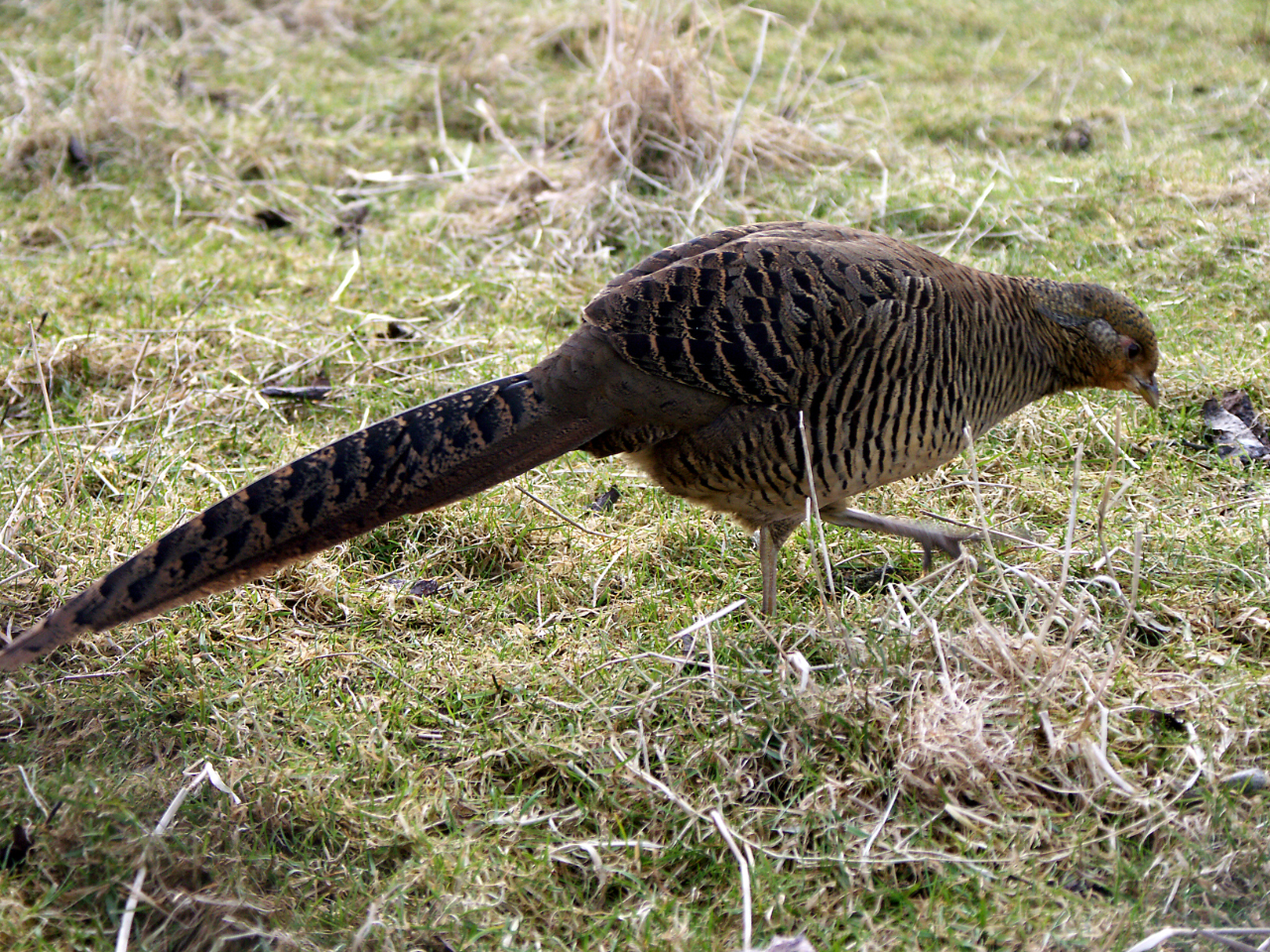
Hembra
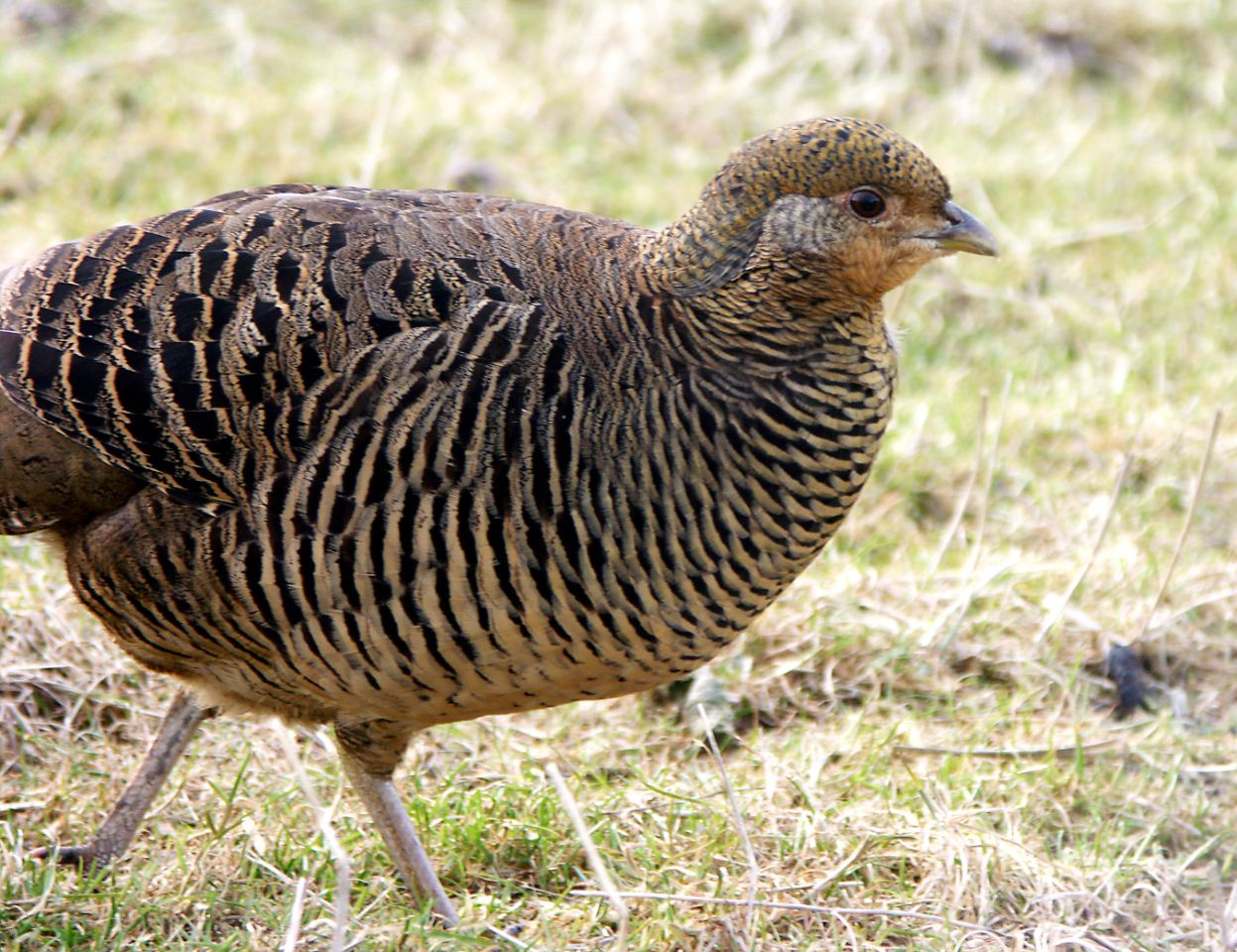
Hembra
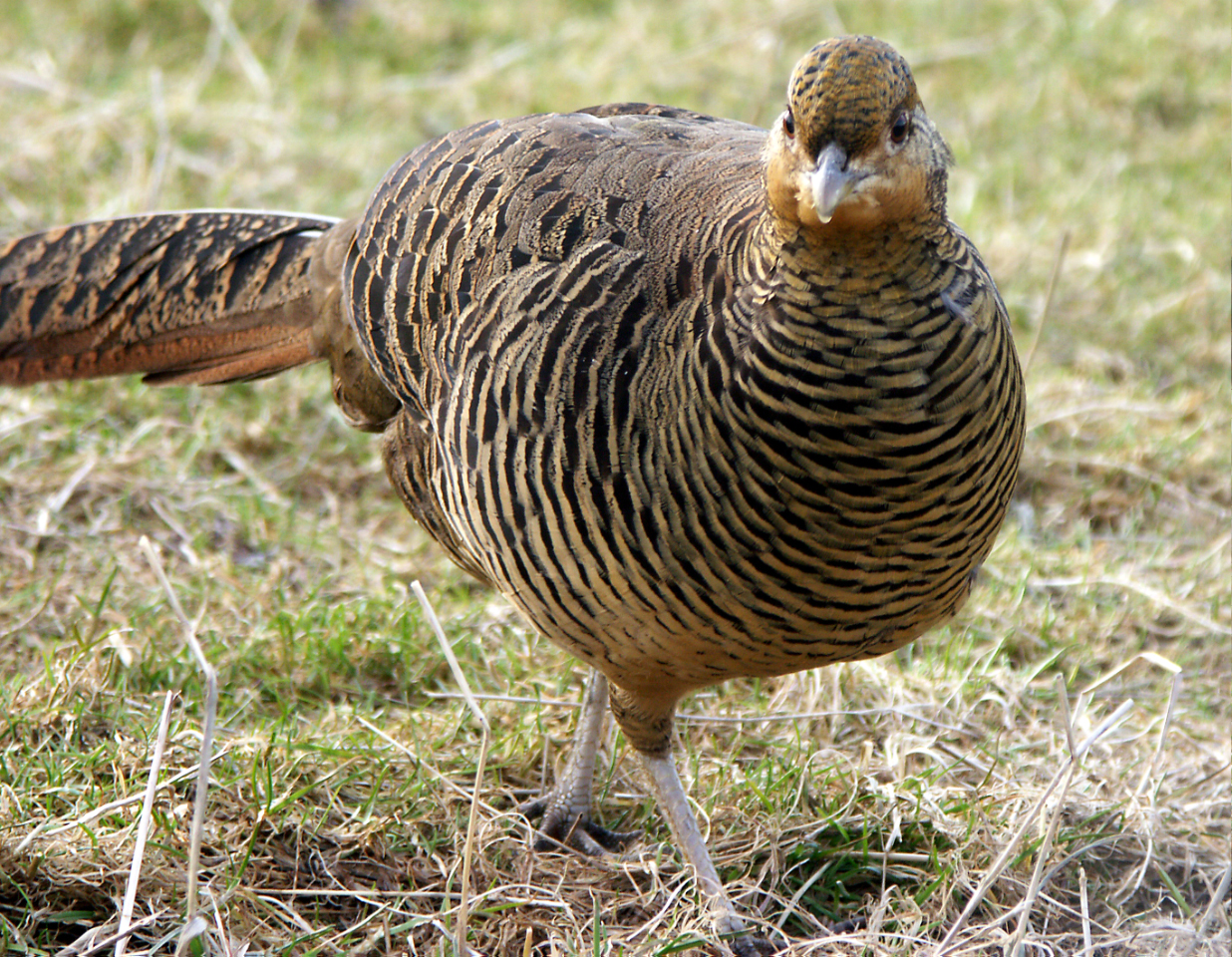
Hembra
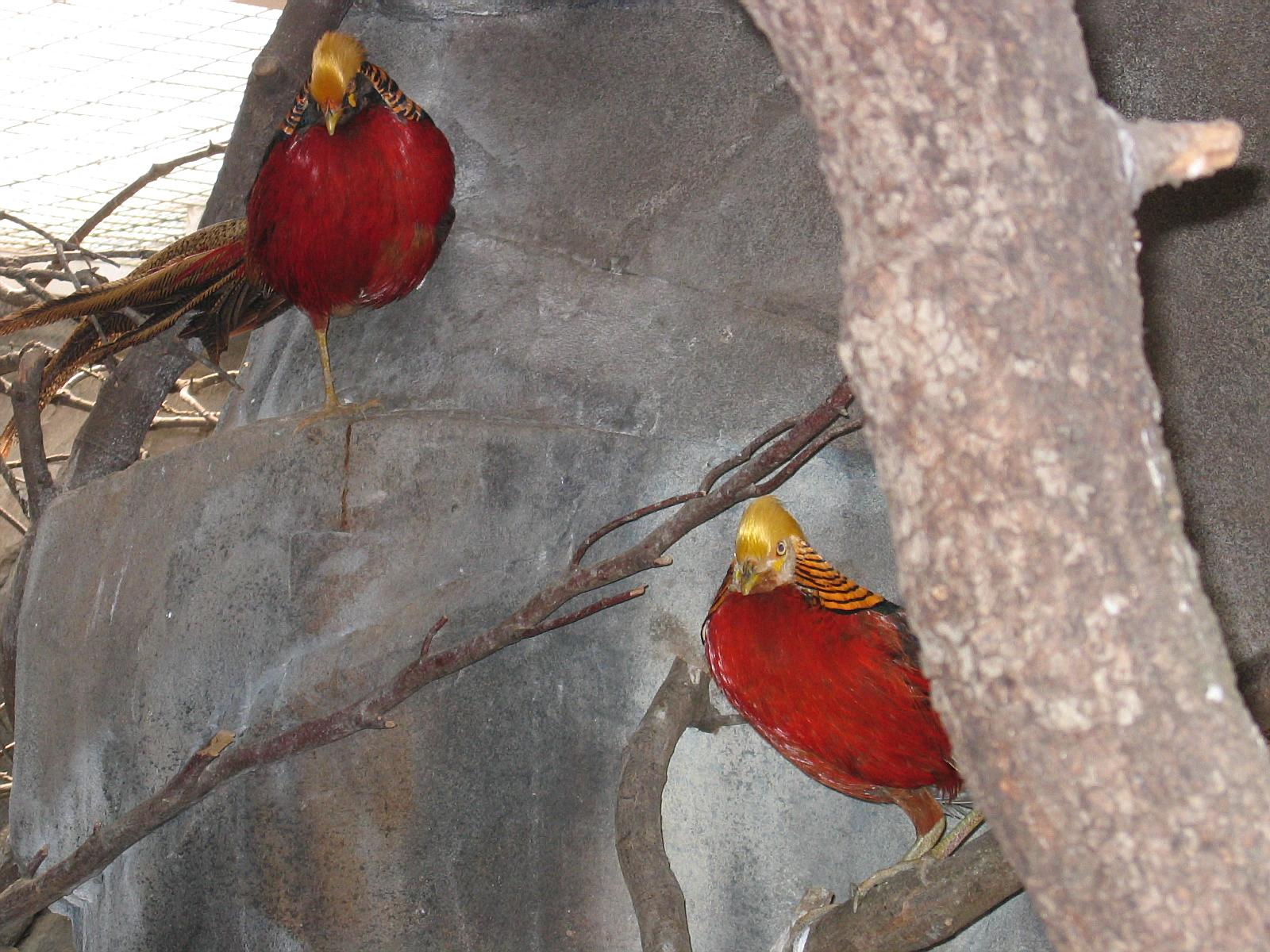
Dos machos en un árbol
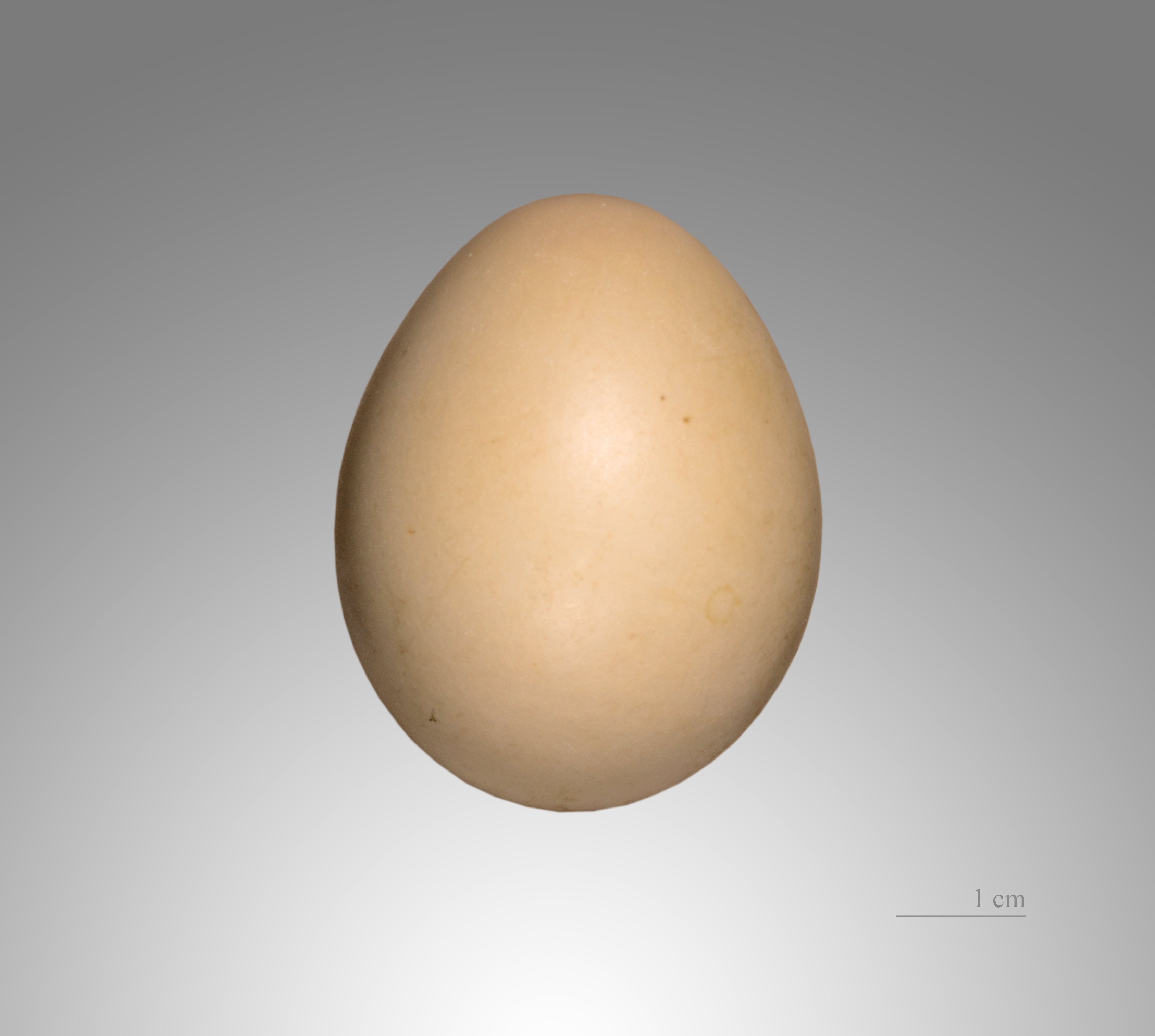
Huevo de faisán dorado, MHNT